# Hemeroblemma penicilligera
Hemeroblemma penicilligera là một loài bướm đêm trong họ Erebidae.